# Fire and Forget 2: The Death Convoy
Fire and Forget 2: The Death Convoy is een computerspel dat werd ontwikkeld en uitgegeven door Titus Software. Het spel is het vervolg op Fire and Forget en kwam in 1990 uit voor verschillende homecomputers. Het Engelstalige spel is singleplayer. Het spel speelt zich af in de toekomst en zowel een actie als race element. Het lijkt op Crazy Cars, dat ook door Titus gemaakt werd. De speler bestuurt een auto die kan vliegen. Het perspectief van het spel wordt weergegeven in de derde persoon. 

## Platforms
| Jaar | Platform                                                  |
| ---- | --------------------------------------------------------- |
| 1990 | Amiga, Amstrad CPC, Commodore 64, DOS, SEGA Master System |
| 1991 | Atari ST                                                  |

Er was een versie voor de ZX Spectrum gepland, maar deze is nooit uitgegeven.

## Ontvangst
Het spel werd wisselend ontvangen:
| Beoordeeld door | Platform           | Datum         | Score |
| --------------- | ------------------ | ------------- | ----- |
| Player One      | SEGA Master System | november 1990 | 88%   |
| Mean Machines   | SEGA Master System | november 1990 | 82%   |
| Player One      | Amstrad CPC        | oktober 1990  | 78%   |
| ST Format       | Atari ST           | december 1990 | 48%   |
| Amiga Joker     | Amiga              | november 1990 | 38%   |
| Mean Machines   | Amstrad CPC        | november 1990 | 33%   |
| Power Play      | SEGA Master System | januari 1991  | 25%   |
| 1UP!            | SEGA Master System | 27 maart 2006 | 24%   |
| Power Play      | Amiga              | januari 1991  | 20%   |